# Zahia Bacha
Pour les articles homonymes, voir Bacha.
Zahia Bacha, née en 1970, est une judokate algérienne.

## Carrière
Zahia Bacha commence sa carrière sportive en 1981 au club Chabab El-Hama d'Alger puis à l'USM Alger. Elle intègre l'équipe nationale féminine algérienne de judo à partir de 1985. Championne d'Algérie à plusieurs reprises, Zahia Bacha participe aux Championnats du monde de judo 1989 à Belgrade ; elle est éliminée en seizièmes de finale par la Française Claire Lecat dans la catégorie des moins de 66 kg.
Aux Championnats d'Afrique de judo 1989 à Abidjan, Zahia Bacha remporte la médaille d'or dans la catégorie des moins de 66 kg.
Elle remporte une médaille de bronze dans la même catégorie aux Championnats d'Afrique féminins de judo 1991 à l'île Maurice.
Elle devient ensuite entraîneur au Montpellier Judo Olympic.